# جرارات، کوتایک
جارارات (به ارمنی: Ջրառատ) یک شهر در ارمنستان است که در استان کوتایک واقع شده‌است.  در  کیلومتری شمال هرازدان، مرکز استان کوتایک واقع شده است.

## خصوصیات
جارارات  ۴۶۱ نفر جمعیت دارد و در ارتفاع  متر بالاتر از سطح دریا قرار گرفته است.